# العلاقات الصربية النيبالية
العلاقات الصربية النيبالية هي العلاقات الثنائية التي تجمع بين صربيا ونيبال.

## مقارنة بين البلدين
هذه مقارنة عامة ومرجعية للدولتين:
| وجه المقارنة                                              | صربيا                                                      | نيبال                               |
| --------------------------------------------------------- | ---------------------------------------------------------- | ----------------------------------- |
| المساحة (كم2)                                             | 88.36 ألف                                                  | 147.18 ألف                          |
| عدد السكان (نسمة)                                         | 7.02 مليون                                                 | 29.40 مليون                         |
| الكثافة السكانية (ن./كم²)                                 | 79.45                                                      | 199.76                              |
| العاصمة                                                   | بلغراد                                                     | كاتماندو                            |
| اللغة الرسمية                                             | اللغة الصربية                                              | اللغة النيبالية                     |
| العملة                                                    | دينار صربي                                                 | روبية نيبالية                       |
| الناتج المحلي الإجمالي (بليون دولار)                      | 41.43 مليار                                                | 24.47 مليار                         |
| الناتج المحلي الإجمالي (تعادل القوة الشرائية) بليون دولار | 100.13 مليار                                               | 70.20 مليار                         |
| الناتج المحلي الإجمالي الاسمي للفرد دولار أمريكي          | 5.24 ألف                                                   | 743                                 |
| الناتج المحلي الإجمالي للفرد دولار أمريكي                 | 13.59 ألف                                                  | 2.37 ألف                            |
| مؤشر التنمية البشرية                                      | 0.771                                                      | 0.548                               |
| رمز المكالمات الدولي                                      | +381                                                       | +977                                |
| رمز الإنترنت                                              | .rs، .срб ‏                                                 | .np                                 |
| المنطقة الزمنية                                           | توقيت وسط أوروبا، ت ع م+01:00، ت ع م+02:00، أوروبا/بلغراد ‏ | ت ع م+05:45، التوقيت الموحد لنيبال ‏ |

## منظمات دولية مشتركة
يشترك البلدان في عضوية مجموعة من المنظمات الدولية، منها:
| علم المنظمة | اسم المنظمة                               | تاريخ انضمام صربيا | تاريخ انضمام نيبال |
| ----------- | ----------------------------------------- | ------------------ | ------------------ |
|             | مؤسسة التنمية الدولية                     | 25 فبراير 1993     | 6 مارس 1963        |
|             | مؤسسة التمويل الدولية                     | 25 فبراير 1993     | 7 يناير 1966       |
|             | منظمة حظر الأسلحة الكيميائية              | ?                  | ?                  |
|             | الأمم المتحدة                             | 1 نوفمبر 2000      | 14 ديسمبر 1955     |
|             | منظمة الشرطة الجنائية الدولية             | ?                  | ?                  |
|             | البنك الدولي للإنشاء والتعمير             | 25 فبراير 1993     | 6 سبتمبر 1961      |
|             | الاتحاد البريدي العالمي                   | ?                  | ?                  |
|             | المركز الدولي لتسوية المنازعات الاستشارية | 8 يونيو 2007       | 6 فبراير 1969      |
|             | وكالة ضمان الاستثمار متعدد الأطراف        | 19 مارس 1993       | 9 فبراير 1994      |
|             | يونسكو                                    | 20 ديسمبر 2000     | 1 مايو 1953        |
|             | الفريق المعني برصد الأرض                  | ?                  | ?                  |

## وصلات خارجية
- موقع وزارة الخارجية الصربية
- موقع وزارة الخارجية النيبالية